# 馬達加斯加頰棘鮋
馬達加斯加頰棘鮋，為輻鰭魚綱鮋形目鮋亞目頰棘鮋科的其中一種，為熱帶海水魚，分布於西印度洋東非到馬爾地夫與查戈斯群島海域，體長可達5公分，棲息在礁石區，生活習性不明。
其种加词“madagascariensis”意为“马达加斯加的”。